# Craig Slater
Pour les articles homonymes, voir Slater.
Craig Slater, né le 26 avril 1994 à Glasgow, est un footballeur écossais qui évolue au poste de milieu de terrain au Forfar Athletic FC.

## Biographie
Le 7 juillet 2016, il s'engage avec Colchester United pour 2 saisons. 

## Statistiques
| Saison                | Club                  | Championnat           | Championnat | Championnat | Coupe nationale | Coupe nationale | Coupe de la Ligue | Coupe de la Ligue | Total | Total |
| Saison                | Club                  | Division              | M.          | B.          | M.              | B.              | M.                | B.                | M.    | B.    |
| 2012-2013             | Kilmarnock FC         | Premiership           | 2           | 0           | 0               | 0               | 0                 | 0                 | 2     | 0     |
| 2013-2014             | Kilmarnock FC         | Premiership           | 22          | 1           | 1               | 0               | 0                 | 0                 | 23    | 1     |
| 2014-2015             | Kilmarnock FC         | Premiership           | 26          | 4           | 1               | 0               | 0                 | 0                 | 27    | 4     |
| 2015-2016             | Kilmarnock FC         | Premiership           | 28          | 2           | 3               | 1               | 2                 | 1                 | 33    | 4     |
| Sous-total            | Sous-total            | Sous-total            | 78          | 7           | 5               | 1               | 1                 | 2                 | 84    | 10    |
| 2016-2017             | Colchester United     | League Two            | 0           | 0           | 0               | 0               | 0                 | 0                 | 0     | 0     |
| Sous-total            | Sous-total            | Sous-total            | 0           | 0           | 0               | 0               | 0                 | 0                 | 0     | 0     |
| Total sur la carrière | Total sur la carrière | Total sur la carrière | 78          | 7           | 5               | 1               | 1                 | 2                 | 84    | 10    |